# ATP St. Pölten 2000
L'ATP St. Pölten 2000, noto come International Raiffeisen Grand Prix St. Polten per motivi di sponsorizzazione, è stato un torneo professionistico maschile di tennis giocato sulla terra rossa. È stata la 20ª edizione del torneo, l'undicesima inserita nell'ATP Tour, e faceva parte della categoria International Series – denominazione che quell'anno aveva sostituito ATP World Series – e si è svolta nell'ambito dell'ATP Tour 2000. Si è giocato dal 22 al 28 maggio 2000 allo Sportzentrum Niederösterreich di Sankt Pölten, in Austria.
È stata la settima edizione di questo torneo giocata a Sankt Pölten, le prime nove edizioni si erano svolte a Bari, le tre iniziali facevano parte delle Challenger Series e le sei successive erano state poste sotto l'egida del Grand Prix. Prima di approdare a Sankt Pölten, il torneo era quindi stato trasferito per quattro edizioni a Genova, dove per la prima volta è stato inserito nell'ATP Tour.

## Campioni

### Singolare
,  Andrei Pavel ha battuto in finale  Andrew Ilie con il punteggio di 7–5, 3–6, 6–2

### Doppio
Mahesh Bhupathi /  Andrew Kratzmann hanno battuto in finale  Andrea Gaudenzi /  Diego Nargiso con il punteggio di 7–6(10), 6(2)–7, 6–4